# Daniel Podence
Daniel Castelo Podence (sinh ngày 21 tháng 10 năm 1995) là một cầu thủ bóng đá chuyên nghiệp người Bồ Đào Nha hiện đang thi đấu cho câu lạc bộ Wolverhampton Wanderers và Bồ Đào Nha.
Podence bắt đầu sự nghiệp cầu thủ tại Sporting CP, xuất hiện trong 40 trận đấu và cũng được đem đi cho mượn tại Moreirense, ở đó anh cùng họ vô địch 2017 Taça da Liga. Podence sau đó gia nhập Olympiacos, giành chức vô địch 2019–20 Super League Greece. Tháng 1 năm 2020, Podence chuyển tới thi đấu cho Wolverhampton Wanderers.
Podence có trận debut trong màu áo Đội tuyển bóng đá quốc gia Bồ Đào Nha vào năm 2020.

## Thống kê sự nghiệp

### Câu lạc bộ
Tính đến các trận đấu ngày 29 tháng 5 năm 2024
| Đội                     | Mùa giải  | Giải đấu            | Giải đấu | Giải đấu | Cúp quốc gia | Cúp quốc gia | League Cup | League Cup | Khác | Khác | Tổng cộng | Tổng cộng |
| Đội                     | Mùa giải  | Hạng đấu            | Trận     | Bàn      | Trận         | Bàn          | Trận       | Bàn        | Trận | Bàn  | Trận      | Bàn       |
| ----------------------- | --------- | ------------------- | -------- | -------- | ------------ | ------------ | ---------- | ---------- | ---- | ---- | --------- | --------- |
| Sporting CP B           | 2012–13   | Segunda Liga        | 6        | 0        | —            | —            | —          | —          | —    | —    | 6         | 0         |
| Sporting CP B           | 2013–14   | Segunda Liga        | 4        | 0        | —            | —            | —          | —          | —    | —    | 4         | 0         |
| Sporting CP B           | 2014–15   | Segunda Liga        | 31       | 3        | —            | —            | —          | —          | —    | —    | 31        | 3         |
| Sporting CP B           | 2015–16   | LigaPro             | 38       | 6        | —            | —            | —          | —          | —    | —    | 38        | 6         |
| Sporting CP B           | Tổng cộng | Tổng cộng           | 79       | 9        | —            | —            | —          | —          | —    | —    | 79        | 9         |
| Sporting CP             | 2014–15   | Primeira Liga       | 0        | 0        | 2            | 0            | 4          | 0          | 0    | 0    | 6         | 0         |
| Sporting CP             | 2015–16   | Primeira Liga       | 0        | 0        | 0            | 0            | 1          | 0          | 0    | 0    | 1         | 0         |
| Sporting CP             | 2016–17   | Primeira Liga       | 13       | 0        | 0            | 0            | 0          | 0          | 0    | 0    | 13        | 0         |
| Sporting CP             | 2017–18   | Primeira Liga       | 12       | 0        | 4            | 0            | 3          | 0          | 1    | 0    | 20        | 0         |
| Sporting CP             | Tổng cộng | Tổng cộng           | 25       | 0        | 6            | 0            | 8          | 0          | 1    | 0    | 40        | 0         |
| Moreirense (mượn)       | 2016–17   | Primeira Liga       | 14       | 4        | 1            | 0            | 3          | 0          | —    | —    | 18        | 4         |
| Olympiacos              | 2018–19   | Super League Greece | 27       | 5        | 2            | 2            | —          | —          | 12   | 1    | 41        | 8         |
| Olympiacos              | 2019–20   | Super League Greece | 15       | 3        | 0            | 0            | —          | —          | 12   | 2    | 27        | 5         |
| Olympiacos              | Tổng cộng | Tổng cộng           | 42       | 8        | 2            | 2            | —          | —          | 24   | 3    | 68        | 13        |
| Wolverhampton Wanderers | 2019–20   | Premier League      | 9        | 1        | 0            | 0            | —          | —          | 4    | 0    | 13        | 1         |
| Wolverhampton Wanderers | 2020–21   | Premier League      | 24       | 3        | 0            | 0            | 1          | 0          | —    | —    | 25        | 3         |
| Wolverhampton Wanderers | 2021–22   | Premier League      | 26       | 2        | 2            | 2            | 2          | 2          | —    | —    | 30        | 6         |
| Wolverhampton Wanderers | 2022–23   | Premier League      | 32       | 6        | 2            | 0            | 3          | 0          | —    | —    | 37        | 6         |
| Wolverhampton Wanderers | Tổng cộng | Tổng cộng           | 91       | 12       | 4            | 2            | 6          | 2          | 4    | 0    | 105       | 16        |
| Olympiacos (mượn)       | 2023–24   | Super League Greece | 31       | 11       | 2            | 0            | —          | —          | 14   | 4    | 47        | 15        |
| Tổng cộng               | Tổng cộng | Tổng cộng           | 282      | 44       | 15           | 4            | 17         | 2          | 43   | 7    | 357       | 57        |

1. ↑  Bao gồm Taça de Portugal, Greek Cup
2. ↑  Bao gồm Taça da Liga, EFL Cup
3. 1 2  Số lần ra sân tại UEFA Champions League
4. 1 2  Số lần ra sân tại UEFA Europa League
5. ↑  Sáu lần ra sân và ba bàn thắng tại UEFA Europa League, tám lần ra sân và một bàn thắng tại UEFA Europa Conference League

### Đội tuyển
Tính đến các trận đấu ngày 14 tháng 10 năm 2020
| Đội tuyển  | Năm       | Trận | Bàn |
| ---------- | --------- | ---- | --- |
| Bồ Đào Nha | 2020      | 1    | 0   |
| Tổng cộng  | Tổng cộng | 1    | 0   |

## Danh hiệu
Sporting CP
- Taça de Portugal: 2014–15[9][10]
- Taça da Liga: 2017–18[11]

Moreirense
- Taça da Liga: 2016–17[12]

Olympiacos
- Super League Greece: 2019–20[13]
- UEFA Europa Conference League: 2023–24[14]